# توماس ف. ويلسن
توماس ف. ويلسن (بالإنجليزية: Thomas F. Wilson)‏ ممثل أمريكي من مواليد 15 أبريل 1959.

## مواقع خارجية
- توماس ف. ويلسن على موقع IMDb (الإنجليزية)
- توماس ف. ويلسن على موقع روتن توميتوز (الإنجليزية)
- توماس ف. ويلسن على موقع ألو سيني (الفرنسية)
- توماس ف. ويلسن على موقع ميوزك برينز (الإنجليزية)
- توماس ف. ويلسن على موقع أول موفي (الإنجليزية)
- توماس ف. ويلسن على موقع قاعدة بيانات الأفلام السويدية (السويدية)
- توماس ف. ويلسن على موقع إن إن دي بي (الإنجليزية)
- توماس ف. ويلسن على موقع قاعدة بيانات الفيلم (الإنجليزية)
- توماس ف. ويلسن على موقع كينوبويسك (الروسية)